# ورام عظمي غضروفي
ورام عظمي غضروفي أو ورام غضروفي عظمي أو داء الأورام العظمية الغضروفية (بالإنجليزية: Osteochondromatosis)‏ هي حالة تتضمن حدوث نمو في ورم عظمي غضروفي، ومن أنواعها:
- أعران خلقية متعددة
- ورام عظمي غضروفي زليلي